# 加藤隆義
加藤 隆義（かとう たかよし、明治16年（1883年）3月20日 - 昭和30年（1955年）2月10日）は、大正から昭和期の海軍軍人、華族。最終階級は海軍大将。子爵。
広島県出身で旧姓は船越。同郷の加藤友三郎元帥から養子に迎えられ、以後加藤姓を名乗る。先妻は加藤友三郎の娘・キミ子（喜美子）、後妻は岡村輝彦の三女・晴子。甥の船越光之丞の妻は山縣有朋の娘。養子に加藤斉（海軍主計少佐、実父は子爵の松平乗統）がいる。

## 経歴
実父は船越昌隆、兄・船越衛は広島藩から新政府に仕官し、陸軍省・内務省で働き、のちに男爵、枢密顧問官。また甥・光之丞も外務省で働いた外交官である。光之丞の長男光輔は銀行員、三男有光は侍従武官。官僚ぞろいの船越家にあって、隆義は海軍へ入り、主に軍令関係の要職を歴任した。
東京府立一中を経て、1900年（明治33年）12月、海軍兵学校入校。1903年（明治36年）、兵学校31期を5番の成績で卒業。同期に及川古志郎大将・長谷川清大将がいる。
日露戦争に「富士」乗組員として従軍し、戦後は「三笠」・駆逐艦「春雨」と勤務し、「香取」回航委員としてイギリスへ渡った。運送艦「松江」航海長を務めて航海術を身につけた。
1909年（明治42年）12月1日より海軍大学校(以下｢海大｣)乙種学生となり、次いで海大専修学生として、専門的な航海術を学ぶ。呉予備艦隊・練習艦隊の各参謀を務め、1912年（大正元年）12月1日、海大甲種学生(12期)となる。その後「春日」・「朝日」の各航海長を務めた。
1917年（大正6年）5月よりフランスに派遣され、続けてパリ講和会議全権随員を務めた。この経験は後にも活かされ、1927年（昭和2年）に再びフランスに駐在し、国際連盟の軍事諮問委員会に海軍・空軍代表として列席することになる。
1919年（大正8年）11月に帰国してからは軍令部で勤務し、1921年（大正10年）には作戦班長となる。しかし、就任から1ヶ月後にワシントン軍縮条約が調印され、作戦班長としての手腕を発揮することはできなかった。就任前から軍縮反対を表明していた船越は、さらに軍縮への警戒感を強めていった。1922年(大正11)12月に東宮武官付兼侍従武官に就任し3年弱務めている。
1923年（大正12年）、病床の加藤友三郎大将は女婿の船越を養子に迎え入れようとしたが、軍縮条約を巡って相容れない両者の養子縁組に難色を示す声も少なからずあった。友三郎大将と同郷という縁があり、名門の出自、そして同期の出世頭という隆義大佐は、義父の威光をもってしても、軍縮拒否はまったく揺らぐことはなく、この海軍の将来を巡る親子の見解は平行線のまま、友三郎大将は12年8月24日に永眠した。船越は同年11月20日加藤家の家督を相続して加藤姓となり、翌12月10日子爵を襲爵した。
戦艦「霧島」艦長を経て、前述のとおりフランス駐在、国際連盟海空軍代表を歴任し、加藤は航空兵力の将来性に期待感を抱くようになった。軍縮条約の枠内でも、航空攻撃によって艦隊の補助をする構想は、先に山本英輔が発案していたが、加藤も航空戦力の具現化に向けて研究を始め、末次信正・中村良三・高橋三吉ら最前線の艦隊派による漸減邀撃作戦研究に大いに役立った。加藤自身も1930年（昭和5年）12月1日に第1航空戦隊司令官として実践を積み、海軍大学校長を経て1933年（昭和8年）11月15日に航空本部長に就任し、航空戦力の開発計画を強く推進した。
1934年（昭和9年）軍令部次長に就任。
この職に就いた期間中、昭和天皇に22回にわたり御進講を行った（2025年に御進講控えの存在が明らかになっている）。
翌1935年（昭和10年）には、加藤が待ち望んでいた軍縮条約破棄が通告。第2艦隊司令長官へ親補された。翌11年には呉鎮守府司令長官へと移ったが、1938年（昭和13年）11月15日、出世には恵まれず軍事参議官となる。自ら決戦艦隊を統率する望みは果たせなくなったが、米英に対する強硬な意見を現役将官に伝達することも多かった。振り返ると、加藤の海外勤務はフランス勤務が突出しており、イギリスには一度きり、そしてアメリカにはまったく踏み込んでいない。外交官としては優れていた加藤だが、時流に合わない任地に送られてしまったことになる。
1939年（昭和14年）4月1日、同期の長谷川清と同時に大将へ昇進した。その半年後には及川古志郎も昇進し、31期の3大将がそろうことになる。ただし、長谷川と及川は現役で要職に留まっているにもかかわらず、加藤だけは軍事参議官に甘んじた。冷徹なまでに理論的な加藤は、度量の広い長谷川や温厚な及川に比べて扱いづらい面が多々あった。
太平洋戦争中も軍事参議官に留まり、敗戦直前の1945年（昭和20年）6月1日に予備役編入を受けて現役から退いた。この間にも軍事参議官の面々は入れ替わり続け、1942年（昭和17年）7月13日に加藤が先任の参議官となった。このため伝統的に先任参議官が兼任していた高等技術会議議長に就任し、特命検閲官として各地の部隊を視察することも多く、現場でも戦争指導に励んだ。1944年（昭和19年）8月には、嶋田繁太郎の後任として軍令部総長に推されるが実現しなかった。
1945年（昭和20年）6月に予備役に編入された。
1947年（昭和22年）11月28日、公職追放の仮指定を受けた。

## 栄典
- 1904年（明治37年）10月10日 - 正八位[5]
- 1927年（昭和2年）12月28日 - 正五位[6]
- 1932年（昭和7年）12月15日 - 従四位
- 1935年（昭和10年）12月16日 - 正四位
- 1938年（昭和13年）12月28日 - 従三位[7]
- 1942年（昭和17年）1月15日 - 正三位

勲章
- 1920年（大正9年）9月7日 - 勲三等旭日中綬章[8]
- 1942年（昭和17年）3月9日 - 勲一等旭日大綬章[9]

外国勲章佩用允許
- 1936年（昭和11年）8月20日 - レジオンドヌール勲章：コマンドゥール[10]